# Circonscription de Canillo
La circonscription de Canillo est l'une des sept circonscriptions parroquiales de l'Andorre. Deux conseillers généraux sont élus tous les quatre ans pour les élections générales.

## Listes des deux conseillers généraux de  la circonscription de Canillo depuis 1997
| Législature | Identité                   | Parti                   | observations                          |
| ----------- | -------------------------- | ----------------------- | ------------------------------------- |
| 1997-2001   | M. Josep Areny Fité        | "Unitat i Renovacio"    |                                       |
| 2001-2005   | M. Josep Areny Fité        | Parti libéral d'Andorre |                                       |
| 2005-2009   | M. Josep Maria Farré Naudi | Parti libéral d'Andorre | ancien conseiller communal de Canillo |

| Législature | Identité                | Parti                   | observations                          |
| ----------- | ----------------------- | ----------------------- | ------------------------------------- |
| 1997-2001   | M. Miquel casal Casal   | "Unitat i Renovacio"    |                                       |
| 2001-2005   | M. Daniel Mateu Melción | Parti libéral d'Andorre | ancien conseiller communal de Canillo |
| 2005-2009   | M. Daniel Mateu Melción | Parti libéral d'Andorre | ancien conseiller communal de Canillo |